# Episodi de La nave dei sogni - Viaggio di nozze
Lista degli episodi della serie televisiva La nave dei sogni - Viaggio di nozze, trasmessa in Germania dal 1º gennaio 2007 su ZDF.
In Italia fu trasmessa per la prima volta dal 7 luglio 2011 da Rai 1 e da Rai 2.
| Nº | Titolo originale                | Titolo italiano | Prima TV Germania | Prima TV Italia  |
| -- | ------------------------------- | --------------- | ----------------- | ---------------- |
| 1  | Hochzeitsreise nach Myanmar     | Myanmar         | 1º gennaio 2007   | 7 luglio 2011    |
| 2  | Hochzeitsreise nach Neuseeland  | Nuova Zelanda   | 21 gennaio 2007   |                  |
| 3  | Hochzeitsreise nach Arizona     | Arizona         | 1º gennaio 2008   |                  |
| 4  | Hochzeitsreise nach Hawaii      | Hawaii          | 20 gennaio 2008   |                  |
| 5  | Hochzeitsreise nach Chile       | Cile            | 24 febbraio 2008  |                  |
| 6  | Hochzeitsreise nach Madeira     | Madeira         | 26 dicembre 2008  |                  |
| 7  | Hochzeitsreise nach Sambia      | Zambia          | 1º gennaio 2009   |                  |
| 8  | Hochzeitsreise nach Florida     | Florida         | 15 febbraio 2009  |                  |
| 9  | Hochzeitsreise nach Marrakesch  | Marrakech       | 26 dicembre 2009  |                  |
| 10 | Hochzeitsreise nach Bermuda     | Bermuda         | 1º gennaio 2010   |                  |
| 11 | Hochzeitsreise nach Las Vegas   | Las Vegas       | 10 gennaio 2010   |                  |
| 12 | Hochzeitsreise nach Korfu       | Corfù           | 26 dicembre 2010  |                  |
| 13 | Hochzeitsreise nach Sevilla     | Siviglia        | 1º gennaio 2011   |                  |
| 14 | Hochzeitsreise nach Kroatien    | Croazia         | 26 dicembre 2011  |                  |
| 15 | Hochzeitsreise nach Australien  | Australia       | 1º gennaio 2012   |                  |
| 16 | Hochzeitsreise nach Jersey      | Jersey          | 26 dicembre 2012  |                  |
| 17 | Hochzeitsreise nach Sizilien    | Sicilia         | 1º gennaio 2013   |                  |
| 18 | Hochzeitsreise in die Provence  | Provenza        | 26 dicembre 2013  |                  |
| 19 | Hochzeitsreise nach Barcelona   | Barcellona      | 1º gennaio 2014   |                  |
| 20 | Hochzeitsreise nach Dubai       | Dubai           | 26 dicembre 2014  |                  |
| 21 | Hochzeitsreise in die Türkei    | Turchia         | 1º gennaio 2015   |                  |
| 22 | Hochzeitsreise nach Montenegro  | Montenegro      | 26 dicembre 2015  |                  |
| 23 | Hochzeitsreise an die Loire     | Loira           | 1º gennaio 2016   |                  |
| 24 | Hochzeitsreise nach Apulien     | Puglia          | 26 dicembre 2016  |                  |
| 25 | Hochzeitsreise nach Lissabon    | Lisbona         | 1º gennaio 2017   |                  |
| 26 | Hochzeitsreise nach Sardinien   | Sardegna        | 26 dicembre 2017  | 2 luglio 2019    |
| 27 | Hochzeitsreise nach Norwegen    | Norvegia        | 1º gennaio 2018   | 3 luglio 2019    |
| 28 | Hochzeitsreise ins Piemont      | Piemonte        | 26 dicembre 2018  | 5 luglio 2019    |
| 29 | Hochzeitsreise auf die Kykladen | Cicladi         | 1º gennaio 2019   | 5 settembre 2020 |
| 30 | Hochzeitsreise in die Normandie | Normandia       | 26 dicembre 2019  | 6 settembre 2020 |
| 31 | Hochzeitsreise nach Menorca     | Minorca         | 1º gennaio 2020   | 7 settembre 2020 |
| 32 | Hochzeitsreise an die Ostsee    | Mar Baltico     | 26 dicembre 2020  | 9 luglio 2021    |
| 33 | Hochzeitsreise nach Tirol       | Tirolo          | 1º gennaio 2021   | 13 luglio 2021   |
| 34 | Hochzeitsreise in die Toskana   | Toscana         | 26 dicembre 2021  | 2 settembre 2022 |
| 35 | Hochzeitsreise nach Kreta       | Creta           | 1º gennaio 2022   | 4 settembre 2022 |
| 36 | Hochzeitsreise nach Ligurien    | Liguria         | 1º gennaio 2023   | 13 luglio 2023   |
| 37 | Hochzeitsreise nach Korsika     | Corsica         | 1º gennaio 2024   | 5 luglio 2024    |